# Bằng Vân
Bằng Vân là một xã ở phía bắc của tỉnh Thái Nguyên, Việt Nam, giáp với hai tỉnh Cao Bằng và Tuyên Quang.

## Địa lý
Xã Bằng Vân có vị trí địa lý:
- Phía đông và phía bắc giáp tỉnh Cao Bằng
- Phía tây và phía nam giáp xã Ngân Sơn

Xã Bằng Vân có diện tích 133,01 km², dân số năm 2025 là 5.643 người.
Bằng Vân có tuyến quốc lộ 3 chạy qua địa bàn, trên tuyến có đèo Cao Bắc giáp với tỉnh Cao Bằng. Xã có nhiều khe suối như suối Bản Chang, suối Bằng Khẩu, suối Đòng Chót, suối Khinh Héo, suối Khao Poòng.

## Lịch sử
Tháng 6 năm 2025, xã Bằng Vân được thành lập trên cơ sở nhập toàn bộ diện tích tự nhiên, quy mô dân số của xã Thượng Ân (diện tích tự nhiên là 66,78 km², dân số là 2.168 người) và xã Bằng Vân (diện tích tự nhiên là 66,23 km², dân số là 3.475 người) của huyện Ngân Sơn. Trụ sở làm việc của xã nằm tại xã Bằng Vân cũ.

## Hành chính
Đến năm 2019, xã Bằng Vân có 14 thôn là Khu Chợ 1, Khu Chợ 2, Pù Mò, Đông Chót, Cốc Lải, Nặm Nộc, Khuổi Ngọa, Lũng Sao, Pác Nạn, Khau Phoòng, Khinh Héo, Khau Slạo, Khu AB, Khu C.
Xã Thượng Ân có 17 thôn là Nà Cà, Phiêng Khít, Bản Luộc, Nà Hin, Nà Bưa, Bản Duồm A, Bản Duồm B, Roỏng Tặc, Phia Pảng, Bản Slành, Nà Pài, Thẳm Ông, Khuổi Slặt, Hang Slậu, Khuổi Slảo, Roỏng Thù, Nà Y.